# Ханти-Мансійський міський округ
Ха́нти-Мансі́йський міський округ (рос. Ханты-Мансийский городской округ) — адміністративна одиниця Ханти-Мансійського автономного округу Російської Федерації.
Адміністративний центр та єдиний населений пункт — місто Ханти-Мансійськ.

## Населення
Населення міського округу становить 98485 осіб (2018; 80151 у 2010, 53953 у 2002).